# 張田京
張田 京（はりた たかし、1964年3月27日 - ）は、南関東・船橋競馬場所属の調教師、元騎手。同じ船橋競馬場所属の騎手・張田昂は息子。

## 来歴

### 騎手時代
1981年、騎手免許取得。4月19日に初騎乗を果たし、4月27日に初勝利を挙げる。
1994年9月18日、中央競馬 (JRA) 初騎乗となった中山競馬第2競走では3番人気のレオダンヒルで4着だった。同日行われた第40回産経賞オールカマーで7番人気のウィナーズステージでJRA重賞初騎乗を果たすも8着という結果だった。
2000年2月9日、川崎記念をインテリパワーで制し、統一G1初勝利。
2002年4月20日、3回東京競馬1日目第4競走3歳未勝利を11番人気のシーサイドスワンで勝利し、JRA初騎乗から約8年で初勝利をあげる。
2007年9月21日大井競馬第11競走爽秋賞でチェレブラーレに騎乗し勝利、地方通算2000勝を達成。
2010年4月20日大井競馬第7競走でハーミアに騎乗した際に、油断騎乗から2着に敗れ8日間の騎乗停止処分を受ける。
調教師に転身するため最後の騎乗となった2015年3月31日の川崎競馬第9競走・花吹雪特別をノブペイジで勝ち、地方競馬通算2600勝を達成した。

### 調教師時代
2015年7月20日、船橋競馬第2Rにテラザホットで初出走。鞍上は息子・張田昂で、初出走・初勝利を飾った。
2021年4月21日、川崎競馬第11Rクラウンカップを昂騎乗のジョエルで制し、重賞初勝利。この年はワールドリング（アフター5スター賞など）も息子とのコンビで優勝。

## 主な騎乗馬
- アイランドテリオス（1986年ダイオライト記念）
- ハセカツトツプ（1992年浦和記念、1993年テレビ埼玉杯）
- スペクタクル（1994年羽田盃、黒潮盃、京浜盃、1993年平和賞）
- バクシンマーチ（1995年ハイセイコー記念）
- セイントサブリナ（1996年ハイセイコー記念、東京2歳優駿牝馬、青雲賞）
- カワノスパート（1996年東京湾カップ）
- アトミックサンダー（1998年東京ダービー、戸塚記念）
- ヤマノリアル（1999年関東オークス、ゴールデンティアラ賞、ロジータ記念、2000年TCK女王盃、マリーンカップ）
- インテリパワー（1999年浦和記念、サンタアニタトロフィー、2000年川崎記念、マイルグランプリ、2002年ダイオライト記念、金盃）
- デアヴィクティー（1999年東京プリンセス賞）
- ウツミダンスダンス（2000年ゴールデンティアラ賞）
- ユニティステージ（2000年京成盃グランドマイラーズ）
- アローセプテンバー（2001年マイルグランプリ）
- ジーナフォンテン（2002年スパーキングレディーカップ、2005年報知グランプリカップ）
- パッションキャリー（2003年ニューイヤーカップ）
- トミケンウイナー（2003年ジュニアグランプリ）
- アサティスジョオー（2004年東京2歳優駿牝馬）
- ブラウンシャトレー（2004年東京シティ盃、マイルグランプリ、2005年金盃）
- トミケンマイルズ（2004年サンタアニタトロフィー、京成盃グランドマイラーズ）
- ユニークステータス（2004年スパーキングサマーカップ）
- スピニングアロー（2005年サンタアニタトロフィー）
- トレオウオブキング（2005年OROカップ）
- グローバルリーダー（2005年ロジータ記念）
- ブラウンコマンダー（2005年クラウンカップ）
- メイプルエイト（2006年金盃）
- キンノライチョウ（2006年平和賞）
- マズルブラスト（2007年大井記念）
- チェレブラーレ（2008年ゴールドカップ、サンタアニタトロフィー）
- ジルグリッター（2008年戸塚記念）
- ロイヤルボス（2009年マイルグランプリ）
- モエレラッキー（2008年クラウンカップ、2009年報知グランプリカップ）
- パノラマビューティ（2009年東京シンデレラマイル）
- トーセンウィッチ（2010年東京プリンセス賞）
- トーセンルーチェ（2012年金盃、大井記念、2013年金盃）
- コテキタイ（2012年浦和桜花賞）
- トーセンアレス（2012年埼玉新聞栄冠賞、2014年スパーキングサマーカップ）
- オオエライジン（2014年報知オールスターカップ）

## 主な管理馬
- ジョエル（2021年クラウンカップ、黒潮盃、2023年埼玉新聞栄冠賞）
- ワールドリング（2021年優駿スプリント、アフター5スター賞）
- スティールルージュ（2022年ユングフラウ賞、若潮スプリント、2023年しらさぎ賞）
- スマイルウィ  （2022年京成盃グランドマイラーズ、サンタアニタトロフィー、ゴールドカップ、2023年スパーキングサマーカップ、マイルグランプリ、ゴールドカップ、2024年テレ玉杯オーバルスプリント、マイルグランプリ）
- クルマトラサン（2023年ゴールドジュニア）
- ムエックス（2025年川崎マイラーズ）

出典: